# Der König Kandaules
Der König Kandaules ist eine Oper von Alexander Zemlinsky. Das Libretto stammt vom Komponisten selbst und ist eine Adaption von André Gides Drama Le Roi Candaule. Die Komposition blieb zunächst unvollendet. Sie wurde erst im November 1993 von Antony Beaumont fertiggestellt und in dieser Fassung am 6. Oktober 1996 in Hamburg uraufgeführt. Die Geschichte ist ein schon bei Herodot erwähnter alter Sagenstoff aus dem antiken Kleinasien und handelt von der Entthronung der angestammten lydischen Königsdynastie unter König Sadyattes I. (Kandaules) durch Gyges, den Begründer der Mermnaden.

## Handlung

### Erster Akt
Der König Kandaules und der arme Fischer Gyges kennen einander seit der Kindheit, haben sich aber seither entfremdet. Gyges besitzt nur fünf Dinge: seine Hütte, sein Boot, sein Netz, seine Frau und seine Armut. Für ein Festmahl des Königs liefert er einen Fisch. Kandaules ist sehr stolz auf die Schönheit seiner Gattin Nyssia und nimmt die Gelegenheit wahr, sie zum ersten Mal seinen Höflingen zu präsentieren, wobei er ihren Gesichtsschleier lüftet. Nyssia ist wenig begeistert davon, gegen alle Sitte wie ein Gegenstand begutachtet zu werden. Archelaos, einer der Gäste, findet im Inneren des Fischs einen Ring, der die Aufschrift trägt: „Ich verberge das Glück“. Um das Rätsel zu lösen, wird Gyges herbeigerufen. Während sie warten, beobachten die Gäste, wie dessen Hütte in Flammen aufgeht. Gyges erzählt, sie sei versehentlich von seiner betrunkenen Frau Trydo in Brand gesteckt worden. Kandaules lässt auch sie holen. Als der Gast Sebas Andeutungen über ihre Treue macht, ermordet Gyges sie mit einem Messer. Kandaules ist beeindruckt von Gyges und macht ihn zu seinem Vertrauten.

### Zweiter Akt
Die Freundschaft zwischen Gyges und Kandaules lebt wieder auf. Sie trinken zusammen Wein und unterhalten sich über die Gründe für Gyges’ Mord an seiner Frau. Gyges erklärt, er habe sie geliebt, sie aber nicht mit jemand anderem teilen wollen. Kandaules möchte die Freundschaft besiegeln, indem er mit Gyges seinen kostbarsten Schatz teilt – den Anblick seiner nackten Frau. Er drängt dem sich anfangs wehrenden Gyges den im Fisch gefundenen Ring auf, von dem er mittlerweile herausgefunden hat, dass er magisch ist und die Fähigkeit hat, seinen Träger unsichtbar zu machen. Nyssia betritt das Schlafzimmer. Sie zürnt noch immer über ihre öffentliche Entschleierung. Kandaules hilft ihr beim Entkleiden und verlässt heimlich das Zimmer. Der unsichtbare Gyges ist nun mit ihr allein. Er kann ihrer Schönheit nicht widerstehen und verbringt die Nacht mit ihr, die ihn für ihren Ehemann hält.

### Dritter Akt
Am nächsten Tag erzählt Philobos den anderen Höflingen von der Wirkung des Ringes: Der König suche noch immer nach dem unsichtbaren Träger. Unterdessen schwärmt Nyssia Kandaules von der letzten Nacht vor, was diesen rasend eifersüchtig macht. Der noch immer unsichtbare Gyges vernimmt das Gespräch. Er wird darauf so von Gewissensbissen geplagt, dass er Nyssia den Betrug beichtet. Die tief in ihrer Ehre gekränkte Königin rächt sich am Verrat ihres Gatten, indem sie Gyges zwingt, Kandaules zu töten und sich an seine Stelle zu setzen. Noch im Sterben verzeiht Kandaules seinem Freund. Somit ist Gyges jetzt König an Nyssias Seite, aber kaum weniger besiegt als sein Freund und Widerpart Kandaules. Nyssia erklärt, nie wieder einen Schleier tragen zu wollen.

## Geschichte
Der Mythos des Königs Kandaules wurde bereits 1844 von Théophile Gautier in der Novelle Le Roi Candaule sowie 1854 von Friedrich Hebbel in dem Drama Gyges und sein Ring verarbeitet. 1899 schuf André Gide sein Schauspiel Le roi Candaule, das 1901 in Paris uraufgeführt und 1905 von Franz Blei ins Deutsche übersetzt wurde. Diese Fassung wurde erstmals im Januar 1906 am Deutschen Volkstheater in Wien aufgeführt. Sie war kein großer Erfolg und erlebte nur drei Vorstellungen. Eine 1908 in Berlin aufgeführte Inszenierung wurde bei der Premiere ausgepfiffen.:604 Zu Beginn des 20. Jahrhunderts wurde Gides Werk als Sozialdrama betrachtet und später wegen angeblicher kommunistischer Tendenzen von den Nationalsozialisten verboten. Anderen Deutungen zufolge handelt es sich eher um ein Künstlerdrama. G. W. Ireland zufolge ist es „die Geschichte eines unendlich reichen Königs, der seinen Reichtum aber nur genießen kann, wenn er es ihm ermöglicht, andere reich zu machen.“:605 f
Alexander Zemlinsky trug sich längere Zeit mit dem Gedanken, eine Opernfassung des Textes anzufertigen. Jedoch erst nach seiner Rückkehr nach Wien im Jahr 1933 ging er dieses Projekt konkret an. Zunächst schrieb er das Libretto sowie das Particell. Nach der Komposition des ersten Aktes legte er eine längere Pause ein. Den zweiten Akt stellte er am 29. August 1936 fertig, den dritten Akt am 29. Dezember. Zu diesem Zeitpunkt stellte er fest, dass der erste Akt stilistisch nicht zu den beiden folgenden passte. Daher überarbeitete er diesen im Jahr 1937 grundlegend. Im Frühjahr 1938 waren drei Viertel des neuen ersten Aktes (885 Takte) als Particell und 846 Takte der Partitur fertiggestellt. Nach dem „Anschluss Österreichs“ durch die Nationalsozialisten im März 1938 legte er die Arbeit nieder.:600
Als der Komponist aufgrund seiner jüdischen Herkunft im Dezember 1938 vor den Nazis nach New York fliehen musste, war das Werk daher noch nicht fertiggestellt. Da im zweiten Akt eine kurze Nacktszene vorgesehen war und Artur Bodanzky – der damalige Chefdirigent der Metropolitan Opera und seit längerem ein guter Bekannter Zemlinskys – ihm zu verstehen gab, dass dies in den USA unaufführbar sei, gab Zemlinsky die Arbeit an der Oper auf.:601 f
Bereits wenige Jahre nach Zemlinskys Tod (1942) bemühte sich seine Witwe Louise um eine Fertigstellung der Partitur. Der von ihr zunächst angesprochene Komponist in New York lehnte den Auftrag jedoch ab. 1981 unternahm sie einen weiteren Versuch bei dem Komponisten Friedrich Cerha, der sich das Manuskript ansah und das Vorhaben aufgrund der scheinbar beträchtlichen Lücken aufgab. Das Particell befand sich zu dieser Zeit aufgrund einer fehlerhaften Nummerierung durch Bibliothekare in einem sehr ungeordneten Zustand, der erst später mit Hilfe von älteren Mikrofilmen wieder behoben werden konnte. Im Februar 1992 übernahm Antony Beaumont die Aufgabe der Fertigstellung anhand der vorhandenen Quellen. Bezüglich der geplanten Instrumentierung konnte er sich an den darin enthaltenen Notizen orientieren.:609 ff Als schwieriger erwiesen sich jedoch die von Zemlinsky noch nicht umgearbeiteten Teile des ersten Aktes. Teile des dritten Aktes (das Vorspiel und der Monolog des Gyges) wurden am 15. Mai 1992 in einem Konzert der Wiener Festwochen aufgeführt. Am 14. November 1993 war die Arbeit abgeschlossen.:612
Die Uraufführung am 6. Oktober 1996 in Hamburg wurde von Gerd Albrecht geleitet. Es sangen James O’Neal (Kandaules), Nina Warren (Nyssia), Monte Pederson (Gyges), Klaus Häger (Phedros), Peter Galliard (Syphax), Mariusz Kwiecień (Nicomedes), Kurt Gysen (Pharnaces), Simon Yang (Philebos), Ferdinand Seiler (Sebas) und Guido Jentjens (Archelaos).
Mittlerweile ist diese Oper mehrfach produziert worden:
- 1997: Volksoper Wien, Inszenierung: Hans Neuenfels, musikalische Leitung: Asher Fisch[2][4]
- 2002: Salzburger Festspiele, Inszenierung: Christine Mielitz, musikalische Leitung: Kent Nagano[2]
- 2004: Festival de Música de Canarias (konzertant), musikalische Leitung: Antony Beaumont[5]
- 2005: Teatro Colón in Buenos Aires, Inszenierung: Marcelo Lombardero, musikalische Leitung: Günter Neuhold[6]
- 2006: Opéra Royal de Wallonie in Liège, Inszenierung: Jean-Claude Berutti, musikalische Leitung: Bernhard Kontarsky[7]
- 2007: Concertgebouw Amsterdam (konzertant), musikalische Leitung: Bernhard Kontarsky[8]
- 2009: Pfalztheater Kaiserslautern, musikalische Leitung: Uwe Sandner[9]
- 2010: Theater Bielefeld, Inszenierung: Birgit Kronshage, musikalische Leitung: Peter Kuhn[10]
- 2012: Teatro Massimo Palermo, musikalische Leitung: Asher Fisch und Francesco Cilluffo[11]
- 2015: Theater Augsburg, Inszenierung: Søren Schuhmacher, musikalische Leitung: Domonkos Héja[12]
- 2023: Anhaltisches Theater Dessau, Inszenierung: Jakob Peters-Messer, musikalische Leitung: Markus L. Frank[13]

## Gestaltung
Bereits Zemlinskys Particell enthielt nähere Angaben über die vorgesehene Instrumentierung. Neben besonderen Instrumenten wie Altsaxophon oder Es-Klarinette waren darin auch Spieltechniken wie „Flatterzunge“ oder „sul ponticello“ festgelegt. Eine Besonderheit ist das in der gesamten Partitur bemerkbare Verfahren, um die Gesangslinie herum ein „Fenster“, d. h. einen Freiraum im Umfang von ungefähr einer Quinte freizulassen, um die Stimme besser durchhörbar zu machen.:610 f Weitere Merkmale sind Klangflächen, Orgelpunkte, bitonale Abschnitte und eine erweiterte Harmonik, die an die Grenzen der Tonalität reicht. Zemlinsky selbst bezeichnete sein Werk in einem Interview für die New York Times als „ultramodern“.:601 Trotz der genannten modernen Techniken vermied Zemlinsky jedoch die Verfahren der Zwölftonmusik. Auch in den „Unsichtbarkeitsclustern“ verzichtete er auf Akkorde, die sämtliche zwölf Halbtöne enthalten.:618
Dem Prolog folgt ohne Unterbrechung der erste Akt. Dieser ist in vier durch gesprochene Passagen voneinander abgesetzte Abschnitte unterteilt.:614 Aufgrund der nicht fertiggestellten Überarbeitung des ersten Aktes verwendete Beaumont ab dem Auftritt des Gyges die Ursprungsfassung von 1935 und verzichtete dabei auf die letzten zehn Takte von Zemlinskys Neufassung.:613
Die einzelnen Teile des zweiten Akts sind weniger scharf voneinander abgesetzt. Dagegen lassen sich hier deutlich unterschiedliche Formen unterscheiden. Die Anfangsszene von Gyges und Kandaules besteht aus vier Teilen: einer auch in der Partitur so gekennzeichneten „Ballade“, einem Trauermarsch, einem quasi Andante im 3/4-Takt und einer Rhapsodie im 6/8-Takt mit einem Altsaxophon-Solo. Es folgen eine Fughetta, in der Kandaules in Form eines Sprechgesangs von seinen Erfahrungen mit dem Ring erzählt (bei der Uraufführung ausgelassen), eine Folge von freien Variationen über das „Ring“-Motiv sowie nach einer längeren Überleitung zum Auftritt Nyssias die Scène d’amour. Diese besteht aus der Überlagerung eines symphonischen Adagios mit einer ausgedehnten Rondoform und ist an den zweiten Akt von Alban Bergs Lulu angelehnt.:614

## Aufnahmen
- Oktober 1996 – Gerd Albrecht (Dirigent), Günther Krämer (Inszenierung), Philharmonisches Staatsorchester Hamburg, Chor der Hamburgischen Staatsoper.
 James O’Neal (Kandaules), Nina Warren (Nyssia), Monte Pederson (Gyges), Klaus Häger (Phedros), Peter Gaillard (Syphax), Mariusz Kwiecień (Nicomedes), Kurt Gysen (Pharnaces), Simon Yang (Philebos, Koch), Ferdinand Seiler (Sebas), Guido Jentjens (Archelaos).
 CD und Video, live aus Hamburg, leicht gekürzt, Fassung von Antony Beaumont.
 Capriccio 10 448 (2 CDs).[14]:24293 f
- 28. Juli 2002 – Kent Nagano (Dirigent), Christine Mielitz (Inszenierung), Deutsches Symphonie-Orchester Berlin, Mozarteumorchester Salzburg (Bühnenmusik).
 Robert Brubaker (Kandaules), Nina Stemme (Nyssia), Wolfgang Schöne (Gyges), Mel Ulrich (Phedros), John Nuzzo (Syphax), Jochen Schmeckenbecher (Nicomedes), Randall Jakobsch (Pharnaces), Georg Zeppenfeld (Philebos), Jürgen Sacher (Simias), John Dickie (Sebas), Almas Svilpa (Archelaos), Peter Loehle (Koch).
 CD und Video, live aus Salzburg, vollständige Fassung von Antony Beaumont.
 Andante / Harmonia Mundi AN 3070 (2 CDs).[15][14]:24295